# Медресе Мухаммада Рахим-хана II
Медресе Мухаммада Рахим-хана II (узб. Muhammad Rahimxon II madrasasi) — архитектурный памятник, здание медресе в историческом центре Хивы (Узбекистан), воздвигнутое в 1871 году на средства и по приказу узбекского правителя Мухаммада Рахим-хана II. Расположено напротив ворот цитадели Куня-Арк.

## История
В Хиве, бывшей столице Хорезма, сохранилось свыше двух десятков медресе, но было их возведено намного больше.
Основатель медресе, Мухаммад Рахим-хан II был просвещённым правителем. Он писал стихи под псевдонимом Фируз, внёс большой вклад в развитие просвещения и культуры в Хорезме в конце XIX — начале XX веков. Дате строительства медресе и дворца этого правителя Камил Хорезми и другие поэты посвятили несколько стихотворных хронограмм.
Как часть Ичан-Калы в 1990 году был включён в список объектов всемирного наследия ЮНЕСКО. В настоящее время является объектом туристического сервиса и показа.

## Архитектура
Главный фасад медресе Мухаммада Рахим-хана отделяется от улицы внешним двориком, обнесённый глухой стеной снаружи и окруженный одноэтажными купольными худжрами внутри.
Медресе является одним из самых крупных в Хиве. Оно традиционно в планировке, состоит из внутреннего двора окружённого худжрами в два этажа. Входные проёмы части худжр обращены на площадку перед главным фасадом медресе.
За парадными воротами медресе расположен вестибюль (мианхана), по сторонам которого находятся залы бывшей учебной аудитории (дарсхана) и мечети, а над мианханой — помещение бывшей библиотеки (китабхана).
Общая площадь здания 62,4х49,7 метров, площадь внутреннего двора 28,3х28,8 метров. Общее количество худжр 75 единиц.
На всех четырёх фасадах внутреннего двора медресе имеются парадно и красочно оформленные порталы, частично покрытые цветной майоликовой плиткой. Здесь преобладают белый и синий цвет. Над тимпанами всех порталов имеются посвятительные надписи (стихи), включающие в себя высокопарные фразы, являющиеся хронограммами. Надписи на главном портале (пештак), над входным проёмом и на порталах внутреннего двора также являются частью декора медресе. Часть текстов утрачена.
На правой (южной) щековой стене входной ниши портала вмонтирована мраморная плита, на которой высечен текст на староузбекском языке с документом о пожертвовании недвижимости на содержание медресе (вакф-наме). Надо сказать, что такое явление (то есть высечение такого рода документа на камне и установка его на здании) для мусульманских стран редкое. Однако на памятниках Хивы (особенно второй половины XIX века) оно встречается довольно часто. Собственно, в документе описываются границы пожертвованной земли, расположенной в округе города Хивы.